# Hal Haig Prieste
Hal Haig "Harry" Prieste (né le 23 novembre 1896 et mort le 19 avril 2001) est un athlète arméno-américain qui a participé aux Jeux olympiques d'été de 1920 à Anvers en tant que plongeur.

## Biographie
Il est né à Fresno, en Californie, de parents immigrés arméniens. Leur nom de famille d'origine est Keshishian et "Haig" (Haïk en français) est le nom d'un personnage de la mythologie arménienne. Prieste prend d'abord «Harry» comme son nom américain, mais passe ensuite à «Hal».
Il remporte une médaille de bronze en plongeon de haut-vol en tant que membre de l'équipe olympique américaine de 1920. Il participe également à l'épreuve de plongeon haut simple, mais est éliminé au premier tour.
Il est connu pour avoir volé le drapeau olympique original à cinq anneaux imbriqués comme une farce aux Jeux olympiques d'été de 1920 à Anvers, en Belgique. 
En 1997, lors d'un banquet organisé par le Comité olympique américain, un journaliste lui fait une interview et mentionne que le CIO n'avait jamais été en mesure de savoir ce qu'il était advenu du drapeau d'origine. Prieste répond alors qu'il est en sa possession, dans une valise. 
En effet, à la fin des Jeux Olympiques de 1920, sous l'impulsion de son coéquipier Duke Kahanamoku, il monte sur un mât et vole le drapeau. Pendant 77 ans, le drapeau reste rangé au fond de cette valise. Le drapeau est rendu au CIO par Prieste, alors âgé de 103 ans, lors d'une cérémonie spéciale organisée aux Jeux olympiques d'été de 2000 à Sydney,. Lors de la cérémonie, le président du CIO, Juan Antonio Samaranch, lui remet une médaille olympique commémorative,. Le drapeau olympique d'Anvers est maintenant exposé au Musée olympique de Lausanne, en Suisse, avec une plaque le remerciant pour son don.
Au moment de sa mort à 104 ans, Prieste est l'ancien médaillé olympique le plus vieux du monde et le premier olympien connu dont la durée de vie couvre trois siècles (1896–2001),.